# Drosera sect. Bryastrum
Drosera sect. Bryastrum es una sección con unas 40 especies tuberosas perennifolias del género Drosera. 

## Especies
| - Drosera bryastrum - Drosera callistos - Drosera citrina - Drosera closterostigma - Drosera dichrosepala - Drosera echinoblastus - Drosera enneaba - Drosera enodes - Drosera grievei - Drosera helodes - Drosera hyperostigma - Drosera lasiantha - Drosera leucoblasta - Drosera leucostigma - Drosera mannii - Drosera microscapa - Drosera miniata - Drosera nitidula - Drosera nivea - Drosera occidentalis | - Drosera omissa - Drosera oreopodion - Drosera paleacea - Drosera parvula - Drosera patens - Drosera pedicellaris - Drosera platystigma - Drosera pulchella - Drosera pycnoblasta - Drosera pygmaea - Drosera rechingeri - Drosera roseana - Drosera sargentii - Drosera scorpioides - Drosera sewelliae - Drosera silvicola - Drosera spilos - Drosera stelliflora - Drosera walyunga |